# 電子銃

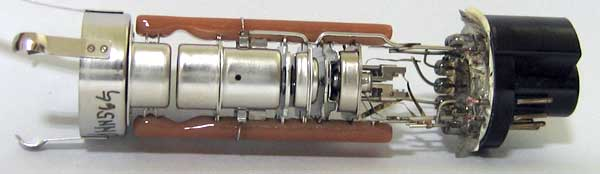
ブラウン管の電子銃

電子銃（でんしじゅう、英語: Electron-gun,英語: e-gun）とは、固体中の電子を高熱や高電界により空間に放出させ、これを電界により加速すると共に、電子レンズにより電子線をビーム状に収束させて照射する装置。
電子を放出する陰極（カソード）は、熱電子銃ではフィラメント、電界放出型電子銃やショットキー電子銃ではエミッタと呼ばれる。

## 種類

### 熱電子放出型
熱電子放出型では、固体中の電子を空間に取り出す電子源（エミッタもしくはカソード）には、熱エネルギにより電子放出を行う。安価に安定な電子源が得やすいため、ブラウン管などに広く用いられている。加熱しているためアウトガスの吸着が少なく、長寿命で安定的な電子線放出が行える。
熱電子源としては、タングステンや六ホウ化ランタン（LaB6）などのフィラメントが用いられる。
熱電子を放出しやすくするためにショットキー効果を使ったものが電子顕微鏡や電子線描画装置などに用いられている。

### 電界放出(FE)型
電界放出型 (Field Emission)では、高電界により固体表面近傍のポテンシャルバリアを薄くすることで、量子力学的トンネル効果を利用して空間に電子を取り出す。微細な電子源（点電子源）が得やすく、また高い電流密度が得られるため、高分解能電子顕微鏡や電子線描画装置、進行波管などに用いられている。